# 莫特雪原

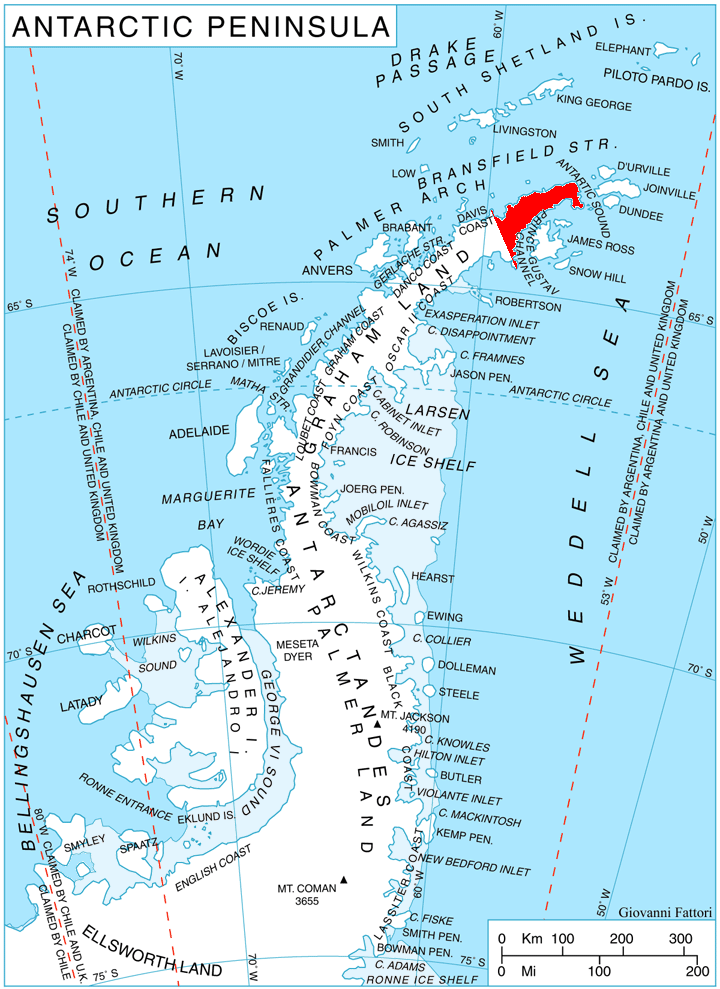

莫特雪原（英語：Mott Snowfield），是南極洲的雪原，位於特里尼蒂半島東北部，處於拉克拉韋爾高原和南極海峽，由英國南極名稱諮詢委員會命名，現時由南極條約體系管理。